# Naso lituratus
Espèce
Statut de conservation UICN

 LC  : Préoccupation mineure
Le nason ou nasique à éperons orange (Naso lituratus) est un poisson-chirurgien présent dans plusieurs récifs coralliens. Sa taille maximale est de 45 cm en milieu naturel, 30 cm en aquarium. Contrairement aux autres poissons-chirurgiens, le nason à éperons orange ne possède pas de scalpels pouvant être dressés mais deux épines écailleuses de chaque côté.

## Habitat naturel
Il vit dans les récifs coralliens de la côte est de l'Afrique, de l'Océan Indien, l'Océan Pacifique Sud et aussi dans la Mer Rouge.

## Alimentation
Le nason racle la fine couche d'algues qui recouvre le fond à l'aide de ses incisives. Il se nourrit principalement de végétaux et de petites proies vivantes.

## Relation avec l'homme
Comme il est comestible, les hommes le pêche dans les récifs coralliens.